# バリェ・デ・エグエス/エグエシバル
バリェ・デ・エグエス（スペイン語: Valle de Egüés）またはエゲシバル（バスク語: Eguesibar）は、スペイン・ナバーラ州のムニシピオ（基礎自治体）。両言語名が優劣の差なく公式名である。
ナバーラ州政府が指定している言語圏としては「混合圏」にあり、スペイン語とバスク語の二言語が公用語である。メリンダ（州内の地方）としてはメリンダ・デ・サングエサ、コマルカ（郡）としてはクエンカ・デ・パンプローナに位置する。ナバーラ州の州都パンプローナから9km東にあり、パンプローナ都市圏に含まれる。2014年の人口は19,014人だった。
1665年までは、よりパンプローナに近いウアルテもバリェ・デ・エグエスの一部だった。1970年にはブルラーダがバリェ・デ・エグエスから分離して独立したムニシピオとなった。ナバーラ州保険サービスにおける公立病院ネットワークに含まれるアバルミン医院があり、エルカーノ地区にあるこの病院は外傷が専門である。サリグレン地区にはスペインを代表する2つのエネルギー企業、アクシオナ社とシーメンスガメサ・リニューアブル・エナジー社が拠点を置いている。

## 地理

パンプローナ都市圏とバリェ・デ・エグエス

バリェ・デ・エグエスはナバーラ州の州都パンプローナを中心とするパンプローナ盆地の東部に位置している。北はエステリバルと、西はウアルテ、パンプローナ、ブルラーダ/ブルラタと、東はリソアインと、南はアラングレンと自治体境界を接している。バリェ・デ・エグエスというムニシピオ（基礎自治体）は、10の協議会（コンセホ）と6の集落で構成されている。協議会にはアルスサ、アルダナス、アスパ、バドスタイン、エグエス、エルカーノ、エリア、イビリク、オラス、サガセタがあり、集落にはエチャラス、エグルバティ、エランスス、ゴライス、ウスタロス、サリグレンがある。パンプローナ都市圏交通局(TUC)がパンプローナ都市圏の交通を管理しており、いくつかのバス路線を運行している。

### 地域
バリェ・デ・エグエスは地理的に3地区に分かれている。山地に近いピレナイコス谷、盆地部分、バドスタイン平野・アルダナス平野である。ピレナイコス谷の平均標高は900mであり、サガセタ、エリア、エグルバティ、アモカインなどの集落がある。この地域の最高峰は標高1046mのラカリ山である。
盆地部分の平均標高は510mであり、アルスサ、アスパ、エグエス、エルカーノ、エチャラス、エランスス、イビリク、ウスタロスの集落が含まれている。この地域には標高711mのマルカイス山、標高786mのメンディソロス山、標高845mのタンゴリ山、標高800mのサリアンディ山などがある。
バドスタイン平野とアルダナス平野の平均標高は500mであり、アルダナス、バドスタイン、ゴライス、オラス、サリグレンなどの集落がある。標高590mのバドスタイン山や標高535mのアルダバレン丘などがあるが、概して平坦な地形であり、耕作地では主に穀物が栽培されている。

### 気候
バリェ・デ・エグエスの気候は、地中海性気候の影響を受けた海洋性気候である。年間の気温較差は少なく、穏やかな冬季、長く暖かい夏季を特徴とする。年平均気温は摂氏12.3度であり、もっとも暑い8月の平均気温は摂氏20.3度、月別平均気温が摂氏10度を下回る月は5か月間しかない。年降水量は1,000mm-1,300mmである。夏季より冬季の方が降水量は多く、12月と1月を中心とする6か月間に年間の57.4%-62.2%の降水がある。1928年9月8日には180リットル/m2の降水量を記録し、この自治体の24時間降水量の記録となっている。1931年7月12日には摂氏39.0度を記録し、この自治体の最高気温記録となっている。1885年1月20日には摂氏マイナス18.0度を記録し、この自治体の最低気温記録となっている。

### 人口
1900年から1950年までの人口は2,000人前後で安定していたが、1950年代以降に人口増加速度が加速し、特にパンプローナに近い自治体西部で人口増加が顕著だった。1970年には西端部のブルラーダがバリェ・デ・エグエスから分離して独立したムニシピオとなったため、自治体の人口は約1,000人に減少し、1970年代と1980年代の人口は約1,000人で推移した。1990年代後半には再び人口が急拡大し、2001年には3,413人、2011年には16,222人となった。特にイノベーション・パークとともに住宅地が造成されたサリグレン地区の伸びが著しく、2005年には5人だった人口が、2006年には78人に、2008年には3,430人に、2010年には8,556人に、2014年には13,108人に急増している。
2008年の国勢調査によると、人口の6.92%に相当する490人はスペイン国外出身の移民だったが、国外出身者の比率はナバーラ州の平均以下だった。
バリェ・デ・エグエスの人口推移
| バリェ・デ・エグエス/エグエシバルの人口推移 1900－2014  |
|                                                         |
| 出典:INE（スペイン国立統計局）1900年 - 1991年、1996年 - |

2000年代におけるサリグレン地区の人口推移
| バリェ・デ・エグエス/エグエシバルの人口推移 2000－2014  |
|                                                         |
| 出典:INE（スペイン国立統計局）1900年 - 1991年、1996年 - |

## 歴史

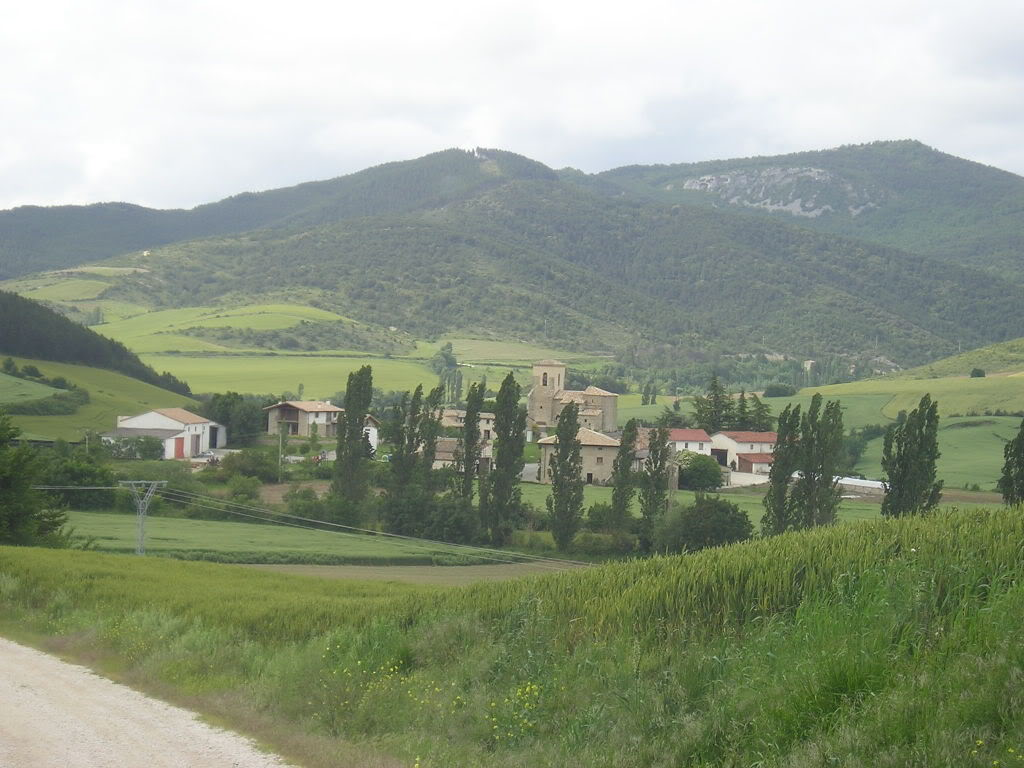
自治体を形成する地区のひとつであるウスタロス地区

### 中近世
エグエス谷が初めて文献に登場するのは11世紀である。1420年にはナバーラ王カルロス3世（高貴王）がエグエス谷の領地をフアン・コシェ・デ・スエスクンに与えた。
1512年にはアラゴン王フェルナンド2世の軍隊がナバーラ王国に侵攻し、1515年頃にはナバーラ王国がカスティーリャ王国に併合された。この際に、共同統治君主のフアン3世（ジャン・ダルブレ）とカタリナ（カトリーヌ・ド・フォワ）はエグエス谷の回廊を通ってフランスに逃れている。1516年にフランシスコ・ヒメネス・デ・シスネロス枢機卿が発した王令によって、ナバーラ王国の宮殿や教会は破壊され、レンガのようにあまり耐久性の高くない素材で再築されたが、エグエス谷のエルカーノ地区やイビリク地区の教会も例外ではなかった。1521年、ナバーラ王国を復興させる計画を持っていたエンリケ2世はフランス＝ガスコーニュ軍に加わり、1512年の撤退とは逆の経路でパンプローナに侵入したが、ノアインの戦いによって結局はスペイン軍に敗れている。
1665年、パンプローナ谷の行政的・経済的な中心地だったウアルテは「町」の称号を受け、ウアルテの町とエグエス谷は行政的に分離された。18世紀初頭のスペイン継承戦争時、カール6世軍はエグエス谷でアンジュー公フェリペ（後のフェリペ5世）と戦った。

### 近現代
19世紀初頭の半島戦争中にはウアルテにフランス軍の駐屯地が置かれた。半島戦争末期には敗北したナポレオン軍が谷を横断して撤退し、撤退の際にはエルカーノ地区の家々に損害を与えた。1829年にはより近代的な自治体法が承認され、1547年制定の古い法を廃止した。それぞれの村の住民によって選出された評議員や代表者の制度が設けられた。
エグエス谷はその地形的特性によって、第一次カルリスタ戦争(1833-1839)中にはカルリスタの抵抗拠点となり、アオイスとパンプローナの間の情報伝達を妨げるための小競り合いの場となった。エグエス谷は第二次カルリスタ戦争(1872-1876)中にも、パンプローナからカルリスタ軍を遮断するために重要な場所となった。1875年11月22日にはこの地域で、第二次カルリスタ戦争中最後の戦いの一つが行われた。
1911年4月23日にはイラティ鉄道がエグエス谷を横断して開通し、1951年12月31日にはエグエス谷に鉄道駅が開業した。ナバーラ県都パンプローナに近いエグエス谷の人口は増加し、1970年にはバリェ・デ・エグエスからブルラーダが分割されて独立したムニシピオ（基礎自治体）となった。1976年にはウバルミン診療所がエルカーノ地区で開業した。2002年にはサリグレン地区でイノベーション・パークの建設が開始された。

## 政治

### 自治体議会
| 政党                      | 2011   | 2011   | 2007   | 2007   |
| 政党                      | 得票率 | 議席数 | 得票率 | 議席数 |
| ナバーラ住民連合 (UPN)    | 31.18% | 6      | 51.33% | 9      |
| ナファロア・バイ (Na-Bai) | 22.24% | 4      | 21.41% | 3      |
| ビルドゥ                  | 13.35% | 2      | -      | -      |
| ナバーラ社会党 (PSN-PSOE) | 10.68% | 2      | 10.22% | 1      |
| イスキエルダ＝エスケラ    | 9.93%  | 2      | -      | -      |
| 国民党 (PP)               | 8.50%  | 1      | -      | -      |

### 自治体首長
| 任期      | 首長名                                                                      | 政党     |
| --------- | --------------------------------------------------------------------------- | -------- |
| 1979–1983 |                                                                             |          |
| 1983–1987 |                                                                             |          |
| 1987–1991 |                                                                             |          |
| 1991–1995 |                                                                             |          |
| 1995–1999 | Ignacio Gallipienzo Jiménez                                                 | UPN-PP   |
| 1999–2003 | Ignacio Gallipienzo Jiménez                                                 | UPN-PP   |
| 2003–2007 | José Anastasio Andía García de Olalla                                       | UPN-PP   |
| 2007–2011 | José Anastasio Andía García de Olalla                                       | UPN      |
| 2011–2015 | José Anastasio Andía García de Olalla(11-13) Alfonso Etxeberria Goñi(13-15) | UPN NBai |
| 2015–2019 |                                                                             |          |
| 2019–2023 | n/d                                                                         | n/d      |
| 2023–     | n/d                                                                         | n/d      |

## 経済

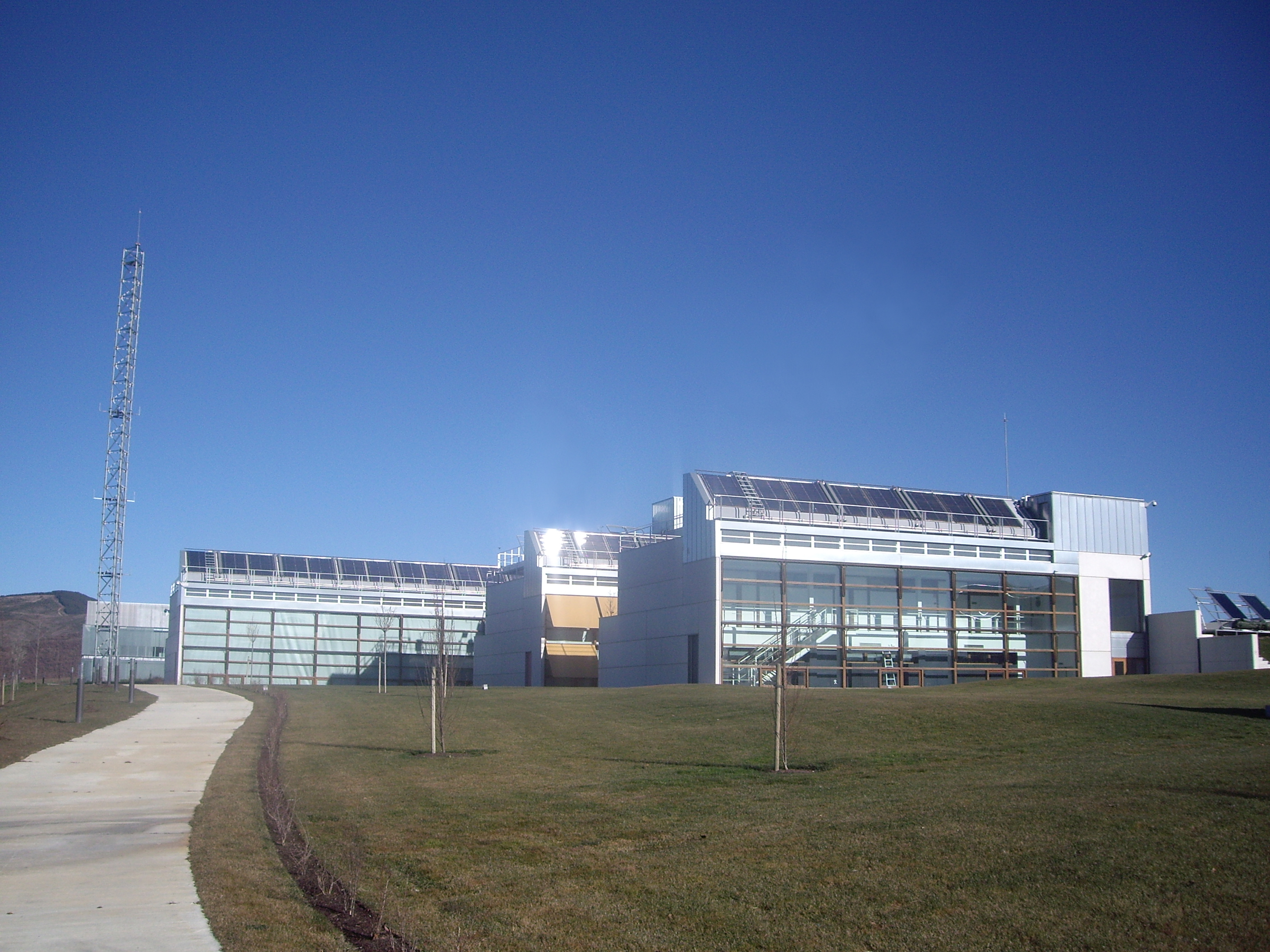
サリグレン地区にある国立再生可能エネルギー・イノベーションセンター(CENER)

自治体でもっとも重要な産業は製造業や冶金業であるが、自治体内のサリグレン地区には2000年代にイノベーション・パークが建設され、スペインでも有数のエネルギー企業2社、シーメンスガメサ・リニューアブル・エナジーとアクシオナがイノベーション・パーク内に拠点を置いている。このイノベーション・パークには国立再生可能エネルギー・イノベーションセンター(CENER)も立地しており、スペイン経済・財務省、CIEMAT、スペイン産業・エネルギー・観光省、ナバーラ州政府によって理事会が構成されている。2009年にラ・カイシャが刊行した経済年鑑によると、自治体には29の卸売企業と63の小売企業があり、バルやレストランなど23のサービス企業があった。

## 文化

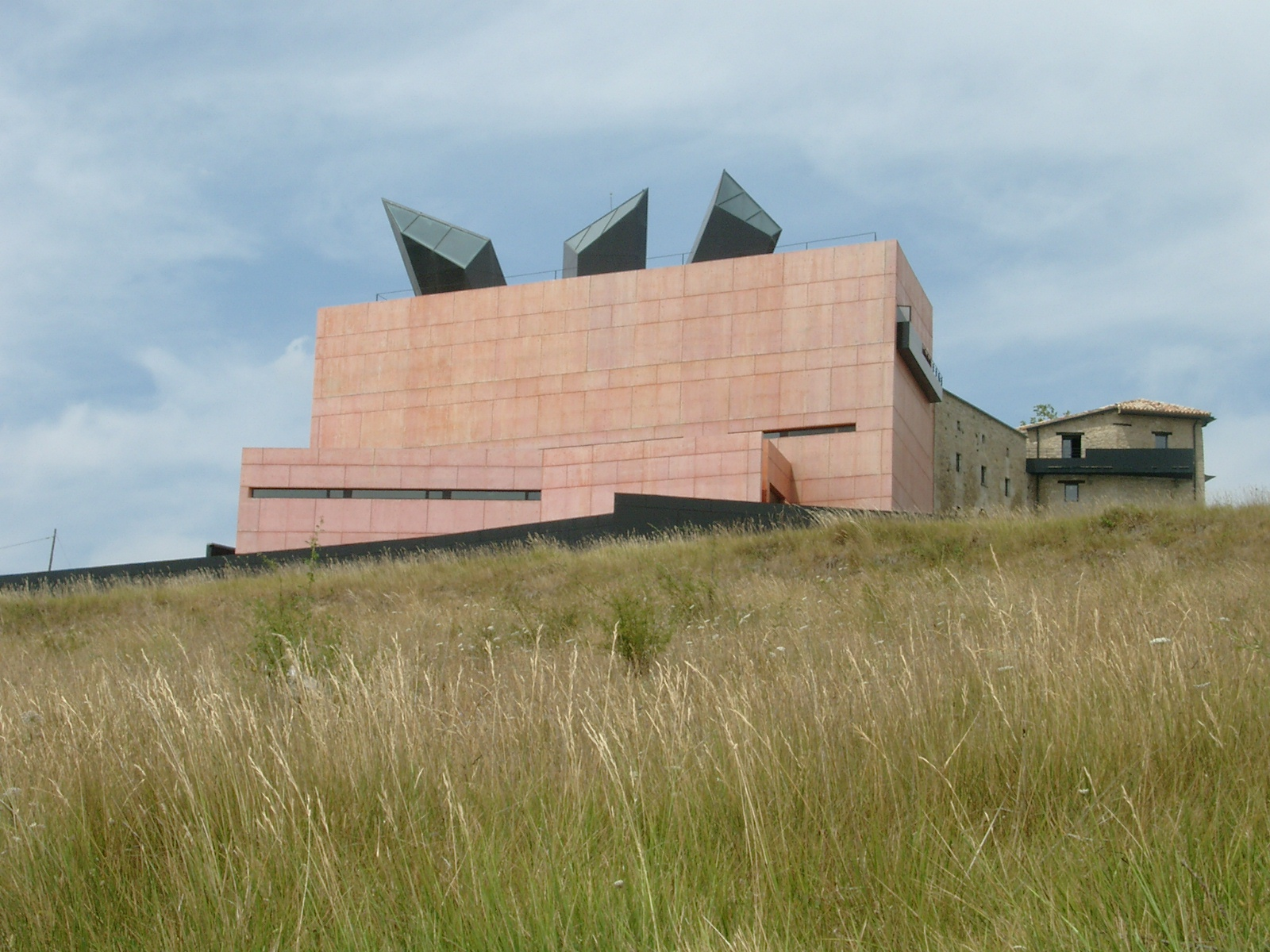
ホルヘ・オテイサ博物館

自治体庁舎が置かれているサリグレン地区では6月第2週の週末に祭礼を行い、その他の地区では6月から9月のどこかで祭礼を行う。旧中心地のエグエス地区では6月最終週に祭礼を行う。

### 文化施設
- バリェ・デ・エグエス音楽学校 : 2003年にはバリェ・デ・エグエス音楽学校が開校した。音楽学校の建物には13の教室、巨大なリハーサル室、作曲などの専用室、レコーディングスタジオなどがある。400人までの学生に教えることができる[10]。

- ホルヘ・オテイサ博物館 : アルスサ地区には彫刻家のホルヘ・オテイサの作品を包括的に所蔵するホルヘ・オテイサ博物館がある[11]。オテイサはギプスコア県出身であり、1992年には自身の全作品群をナバーラ州政府に寄贈していた[12]。

### スポーツ
UCIプロツアーに参加している自転車ロードレースのモビスター・チームは、マドリードなどではなくバリェ・デ・エグエスにチーム本部を置いている。自治体の主要なサッカークラブは1952年に設立されたCDバリェ・デ・エグエスであり、1986年からテルセーラ・ディビシオンに所属している。
- モビスター・チーム : プロ自転車ロードレースチーム。
- エグエス・レーシング・サイクリング・チーム : 自転車チーム。
- CDバリェ・デ・エグエス（スペイン語版） : サッカークラブ。
- ゴライス・ゴルフクラブ : ゴルフ場。

## 出身者
- ホアキン・リサラガ（スペイン語版）(1748-1835) : イエズス会士。バスク語作家。